# Château de l'Arthaudière
Le château de l'Arthaudière est une ancienne maison forte, du XIIIe siècle plusieurs fois remaniée, qui se dresse sur la commune de Saint-Bonnet-de-Chavagne dans le département de l'Isère en région Auvergne-Rhône-Alpes.
Le château ainsi que les communs, la ferme, le puits, les grilles, terrasses, pavillons et murs de clôture font l’objet d’un classement au titre des Monuments historiques par arrêté du 30 décembre 1991.

## Situation
Le château de l'Arthaudière est situé dans le département français de l'Isère sur la commune de Saint-Bonnet-de-Chavagne, à 750 mètres au sud du bourg au hameau de l'Arthaudière.

## Historique
Une maison forte est attestée en 1345. On estime que la partie la plus ancienne du château, la tour ronde date à sa base du XIIIe siècle. Le donjon de plan barlong, quant à lui, date certainement du XIVe siècle. On attribue ces constructions à la famille Arthaud.
Au début de la Renaissance, l'Arthaudière subit de profondes transformations.
Durant les guerres de religion le château est incendié par les protestants en 1580 et c'est en 1590 qu'André II de La Porte entreprend sa restauration.

## Description
Le château, très remanié et partiellement détruit par un incendie, et dont il subsiste quelques vestiges de son enceinte quadrangulaire se compose d'un logis rectangulaire de la fin du Moyen Âge que flanque une tourelle ronde.
Lors des travaux entrepris destiné à transformer l'ancienne maison forte en une demeure moins austère on construisit une galerie avec étage contre le mur d'enceinte occidentale et contre la tour ronde.
À la jonction du portique Renaissance avec les bâtiments nord, a été installée au XVIIIe siècle, un escalier à vis. Ce dernier devait vraisemblablement se trouver auparavant contre le donjon barlong. L'escalier monumental et les travaux de l'aile est, datent de 1680. En 1726 puis au XIXe siècle d'autres travaux ont lieu et en particulier la tour ronde est surélevée par un volume polygonal en briques, couvert d'une terrasse.
L'aile située à l'est est détruite par un incendie vers 1950.
Au bas de la tour ronde, une chapelle est fondée au début du XVIe siècle, André Ier de La Porte la cite dans son testament en 1517. Au-dessus de celle-ci, au premier étage, se trouve le cabinet de travail avec sa porte blindée. Cette porte est constituée d'une première porte en sapin fortement cloutée et d'une seconde porte en fer garnie de noyer, le tout fermant bien entendu à clef. C'est dans cette pièce qu'étaient conservés les biens les plus précieux des seigneurs de l'Arthaudière.
Les grandes écuries
Les écuries actuelles ont subi plusieurs périodes de construction. Leur plan en « L » délimite une première cour accessible depuis la grande allée. Un passage cocher surmonté par un lanternon, destiné à transférer les fourrages se trouvant dans les fenils à l'étage, donne accès à une autre cour bordée au sud par l'habitation du cocher et fermée du côté est par un portail donnant sur l'extérieur. La remise aux voitures, la partie la plus ancienne du bâtiment, est occupée aujourd'hui par l'exposition relatant l'histoire du château et des familles qui y ont vécu.
À droite de l'entrée donnant accès à la cour des écuries, une toiture à l'impériale couverte d'écailles métalliques, reposant sur quatre piliers octogonaux, abrite un puits et intègre un bassin en pierre.
Les jardins
Les jardins, d'inspiration italienne, remontent sans doute à la fin du XVIe ou au tout début du XVIIe siècle. Les transformations du XIXeet du XXe n'ont pas modifié la structure initiale.

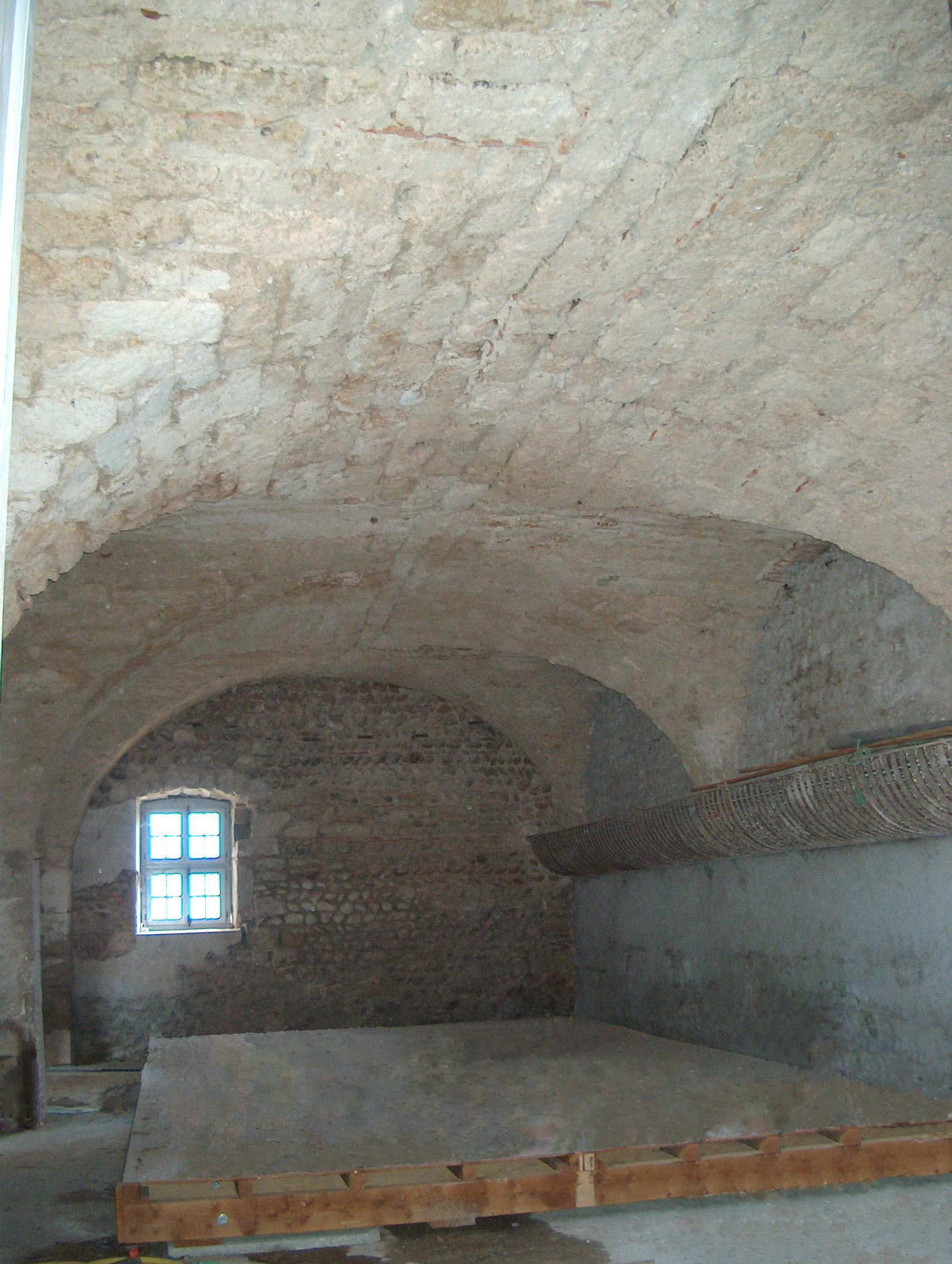
vue de l'intérieur des écuries
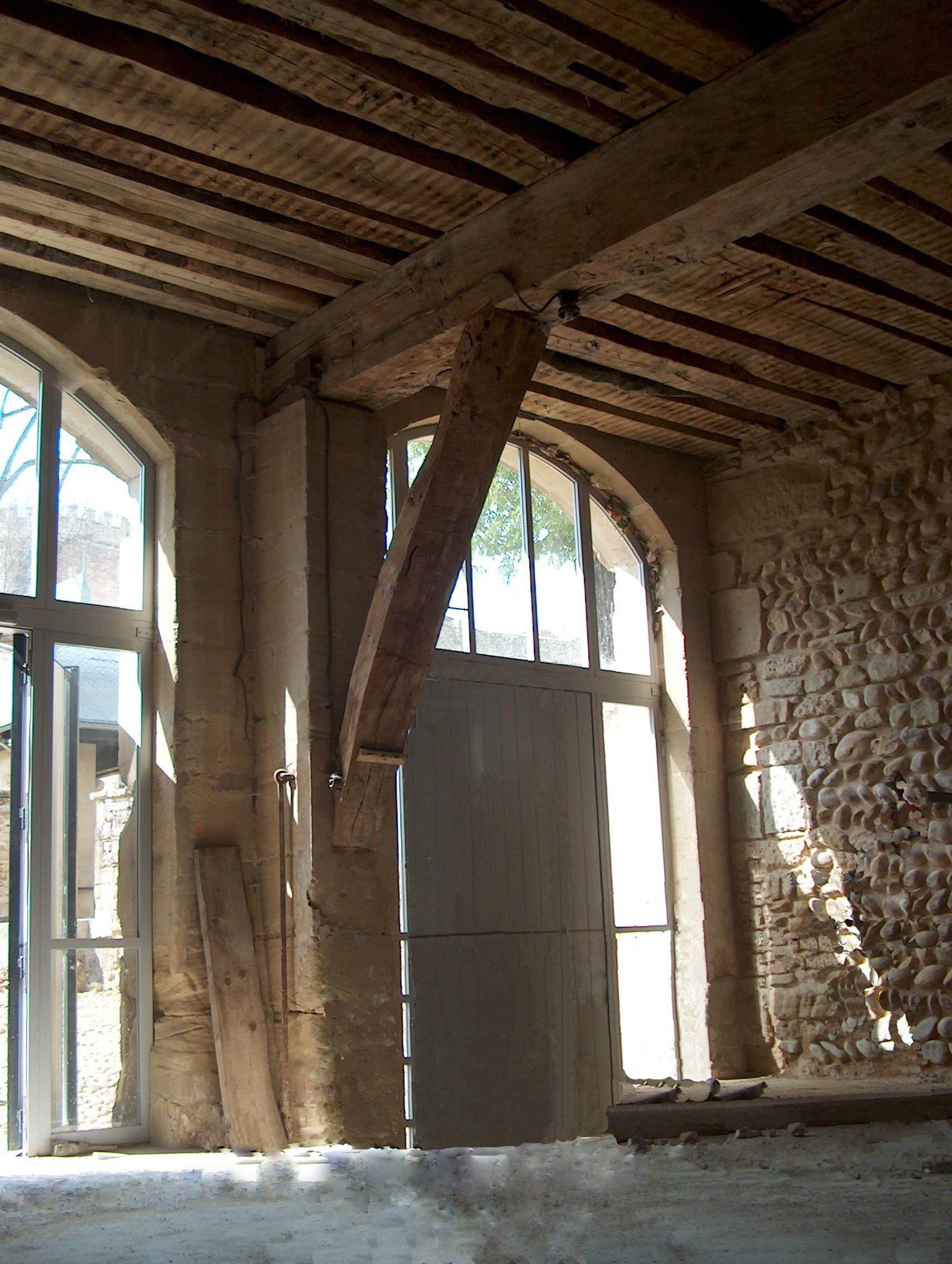
vue de l'intérieur de la remise aux voitures
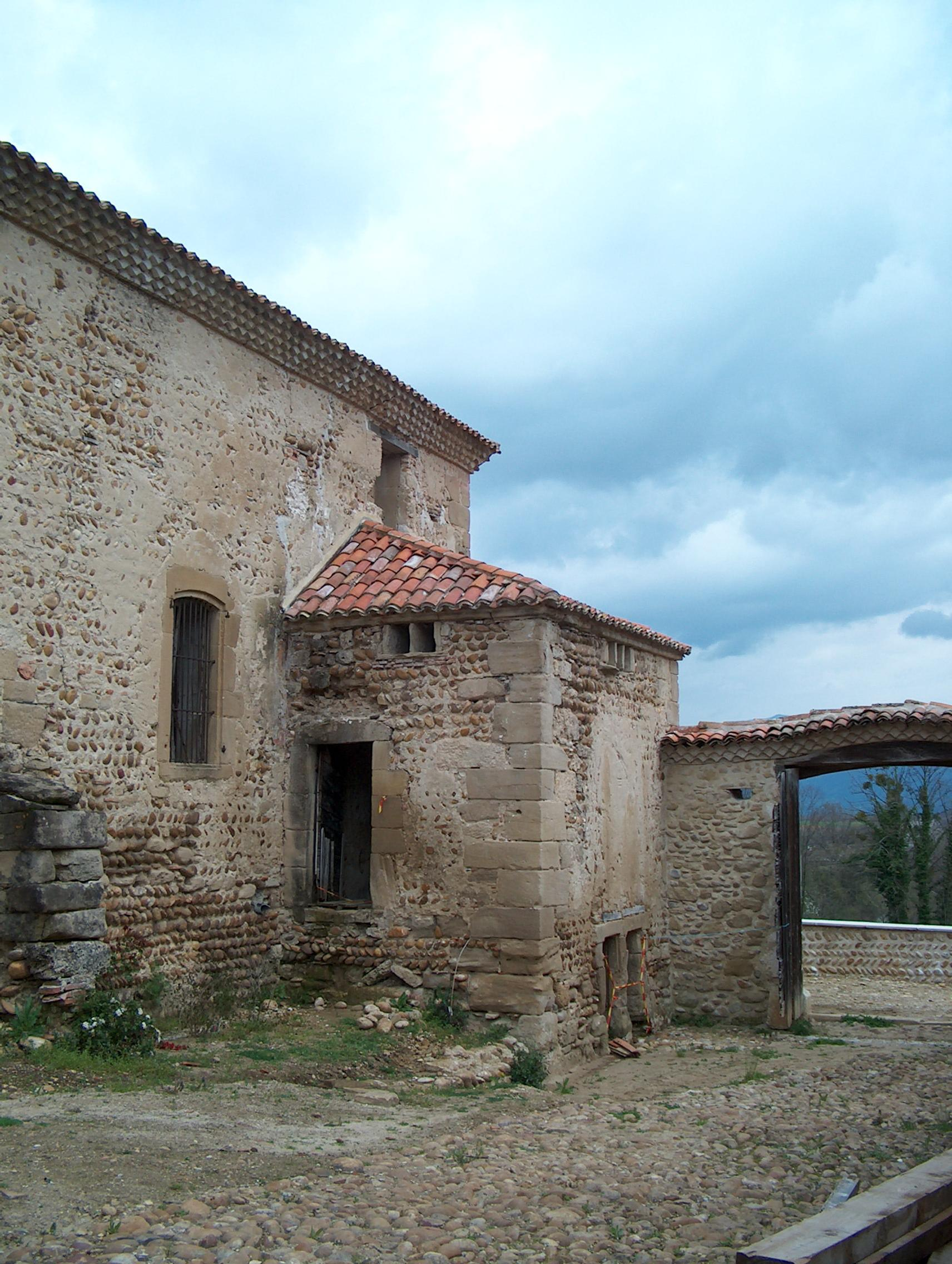
le pigeonnier dans la cour du cocher
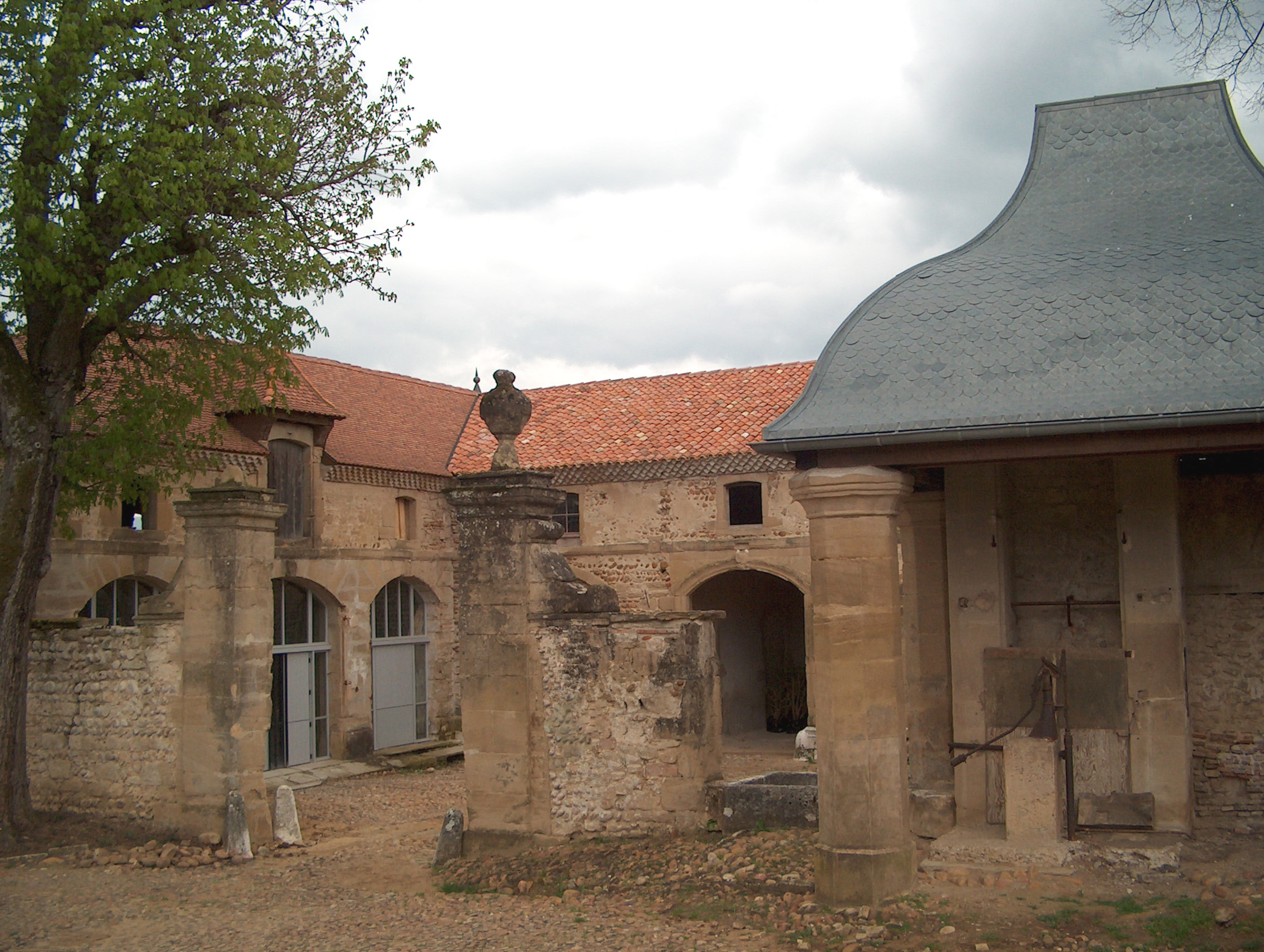
l'entrée des grandes écuries avec, à droite, le puits à impériale
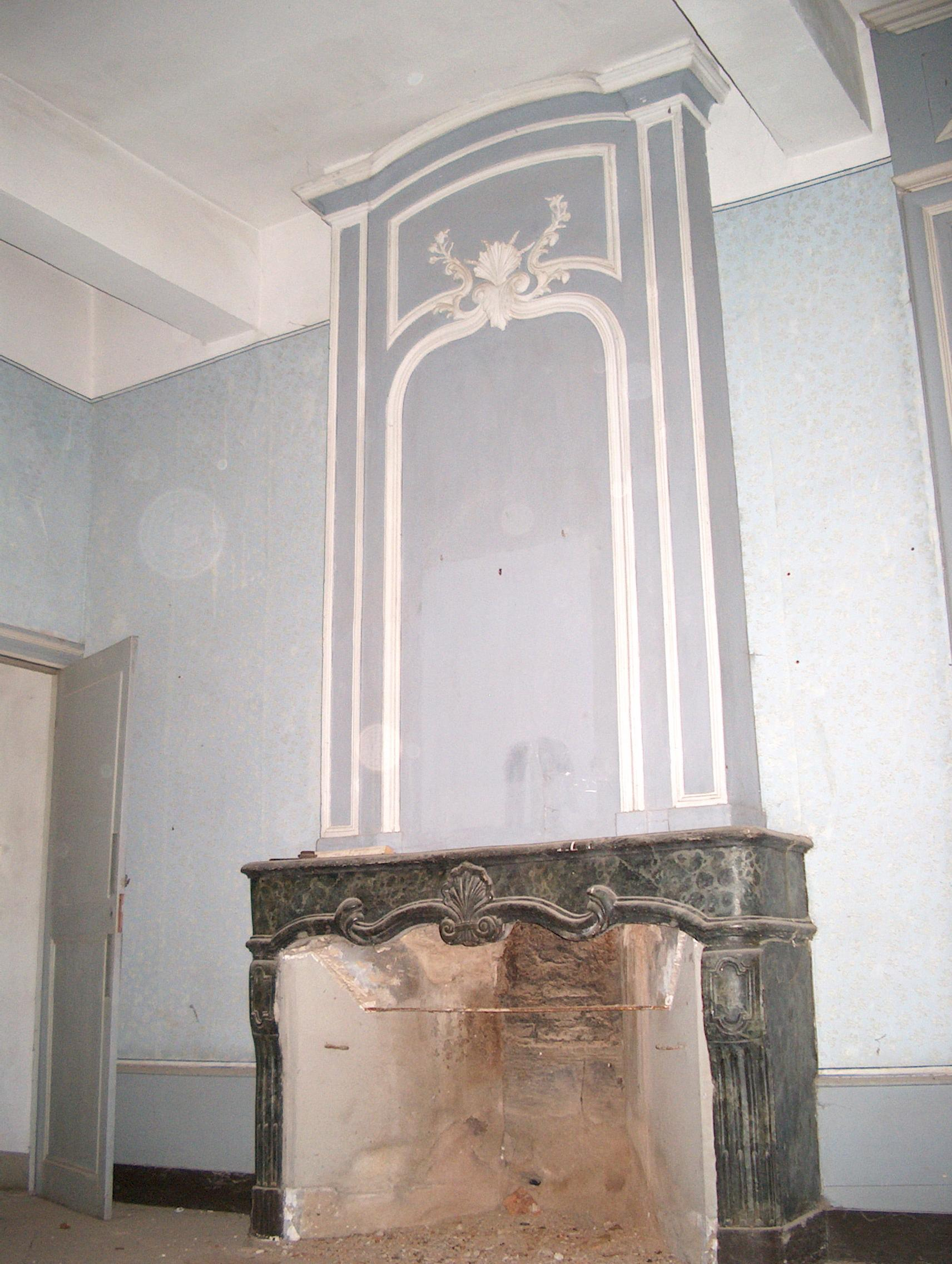
cheminée à l'étage de l'aile nord
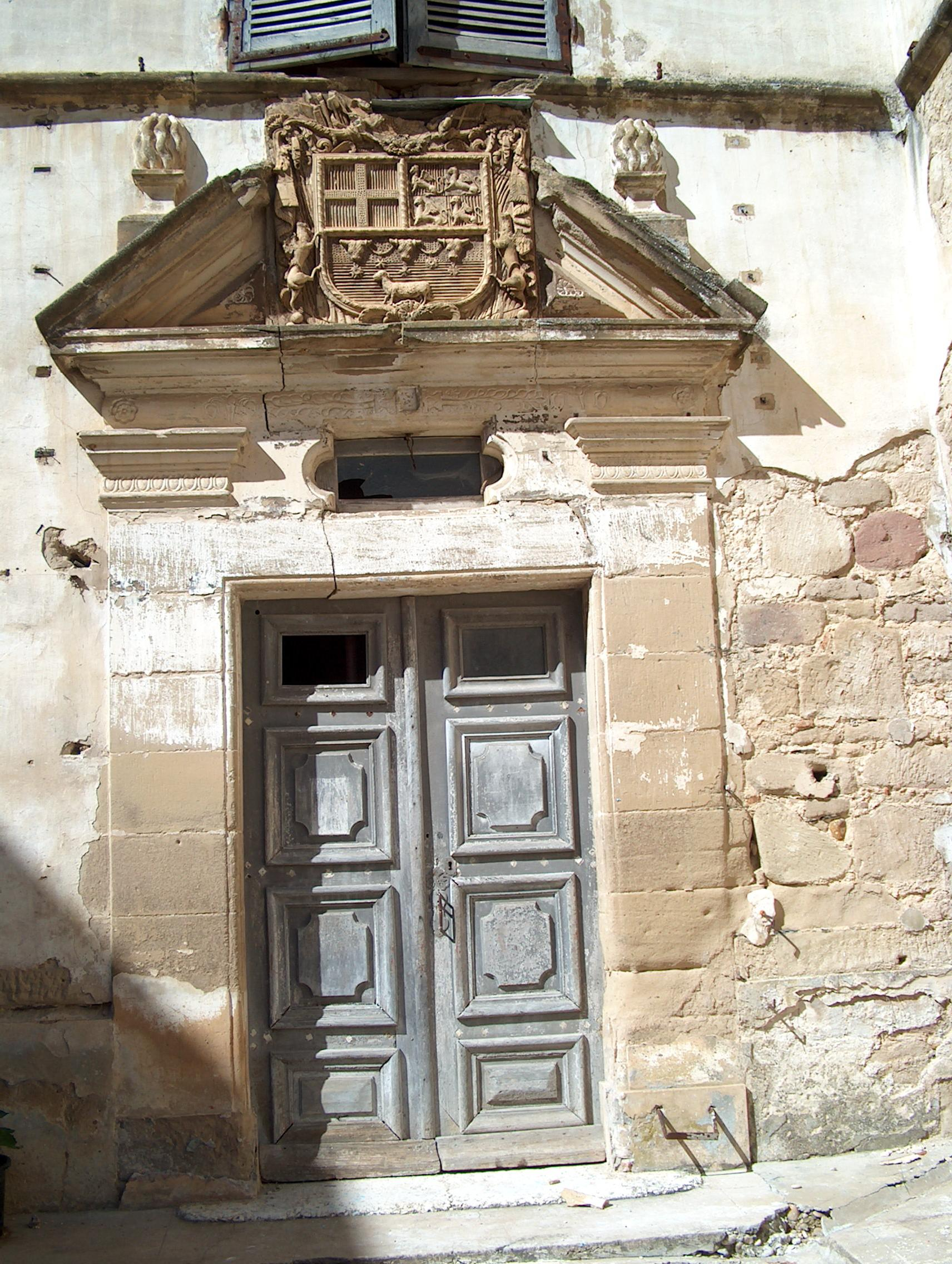
porte principale de l'aile nord
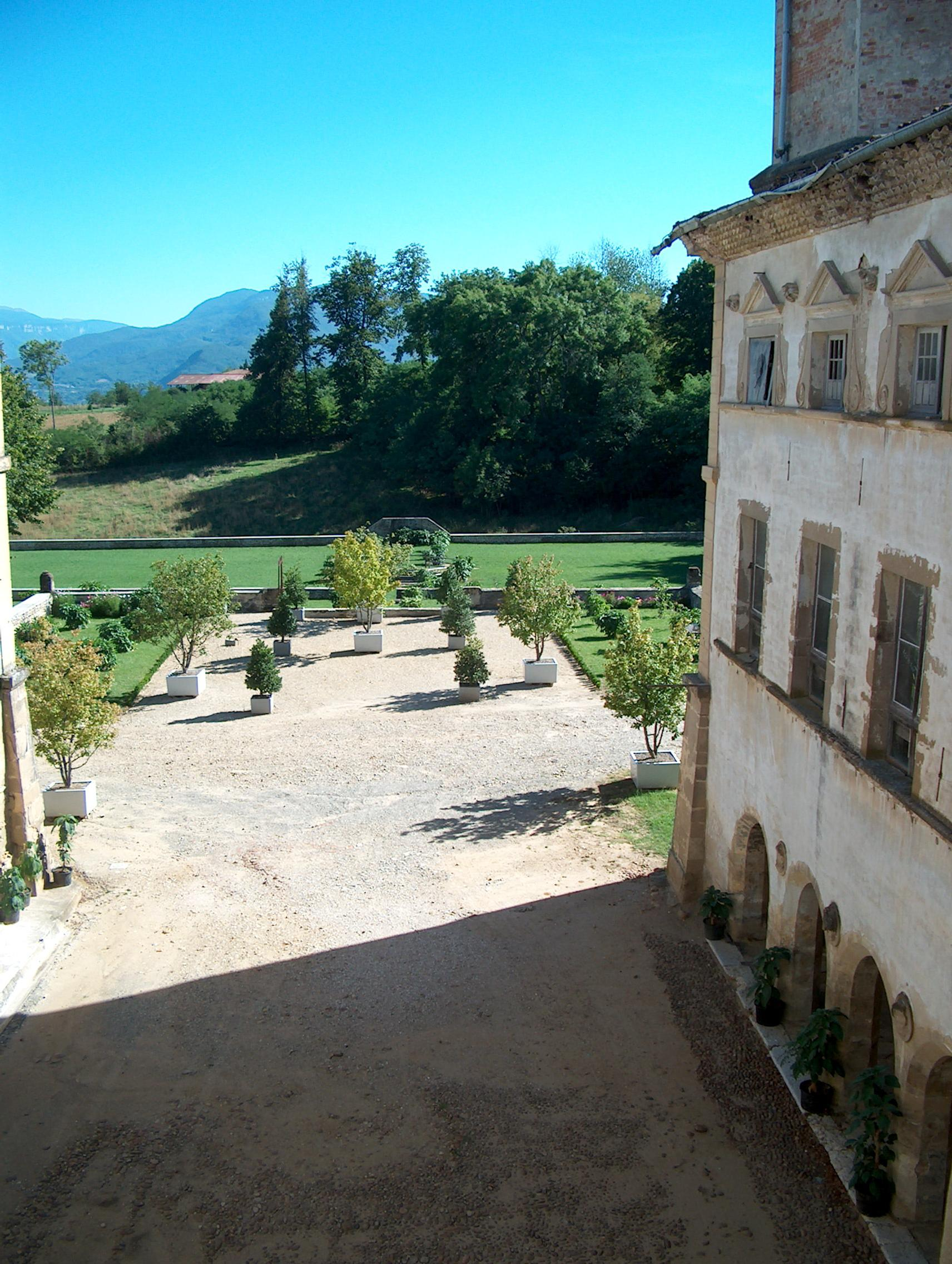
les jardins vues de l'aile nord
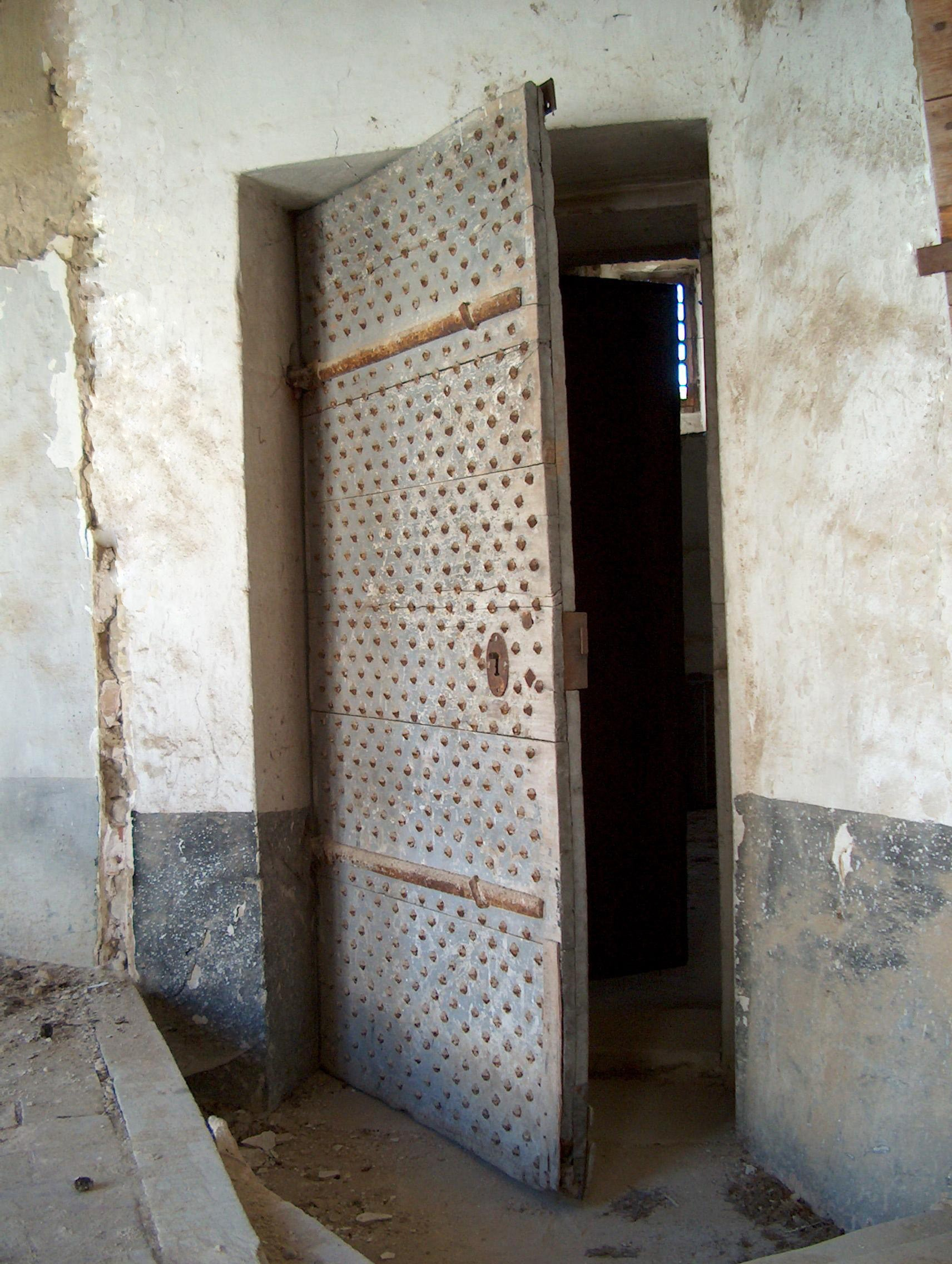
la porte blindée du cabinet
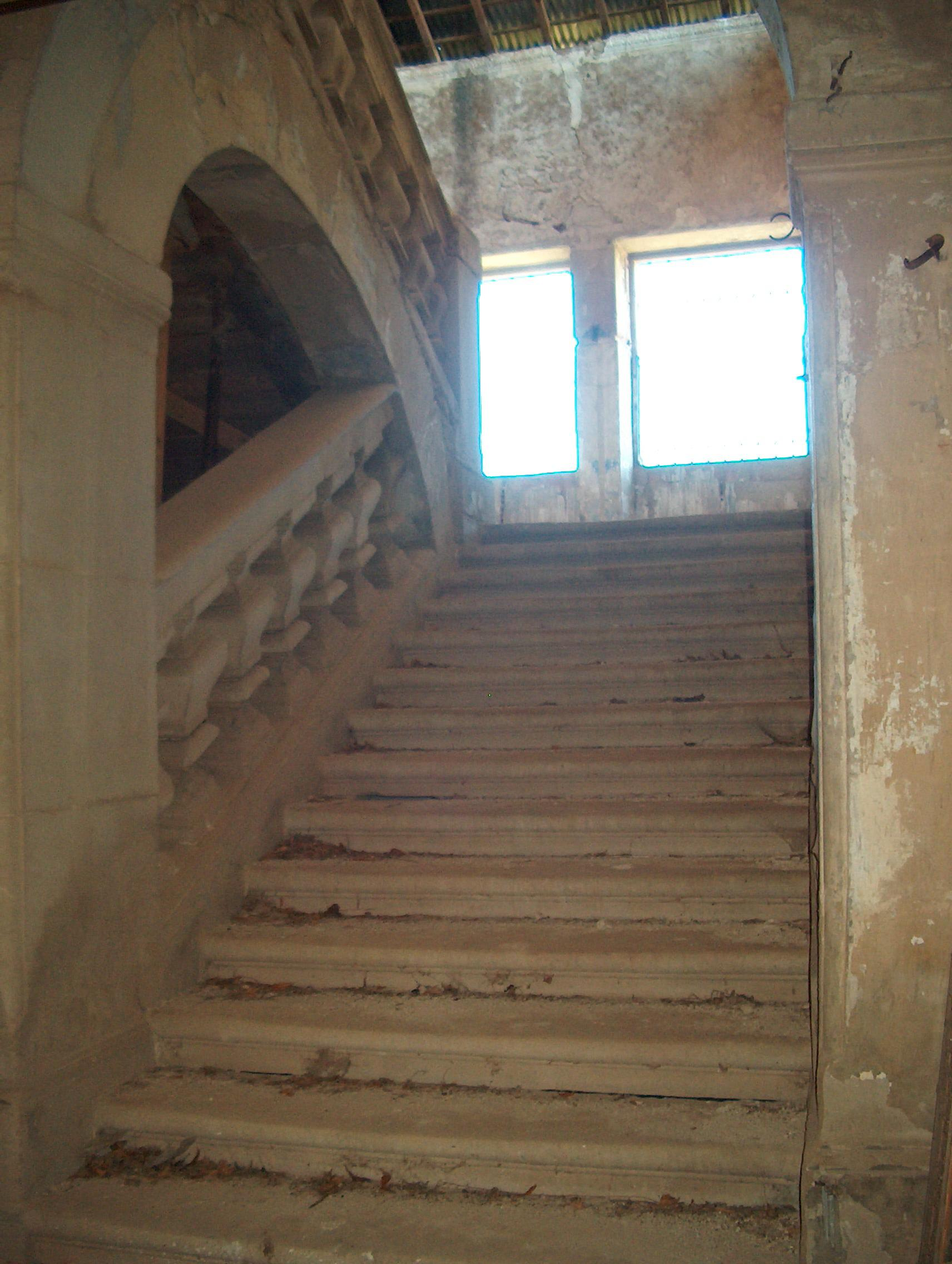
l'escalier droit de l'aile nord
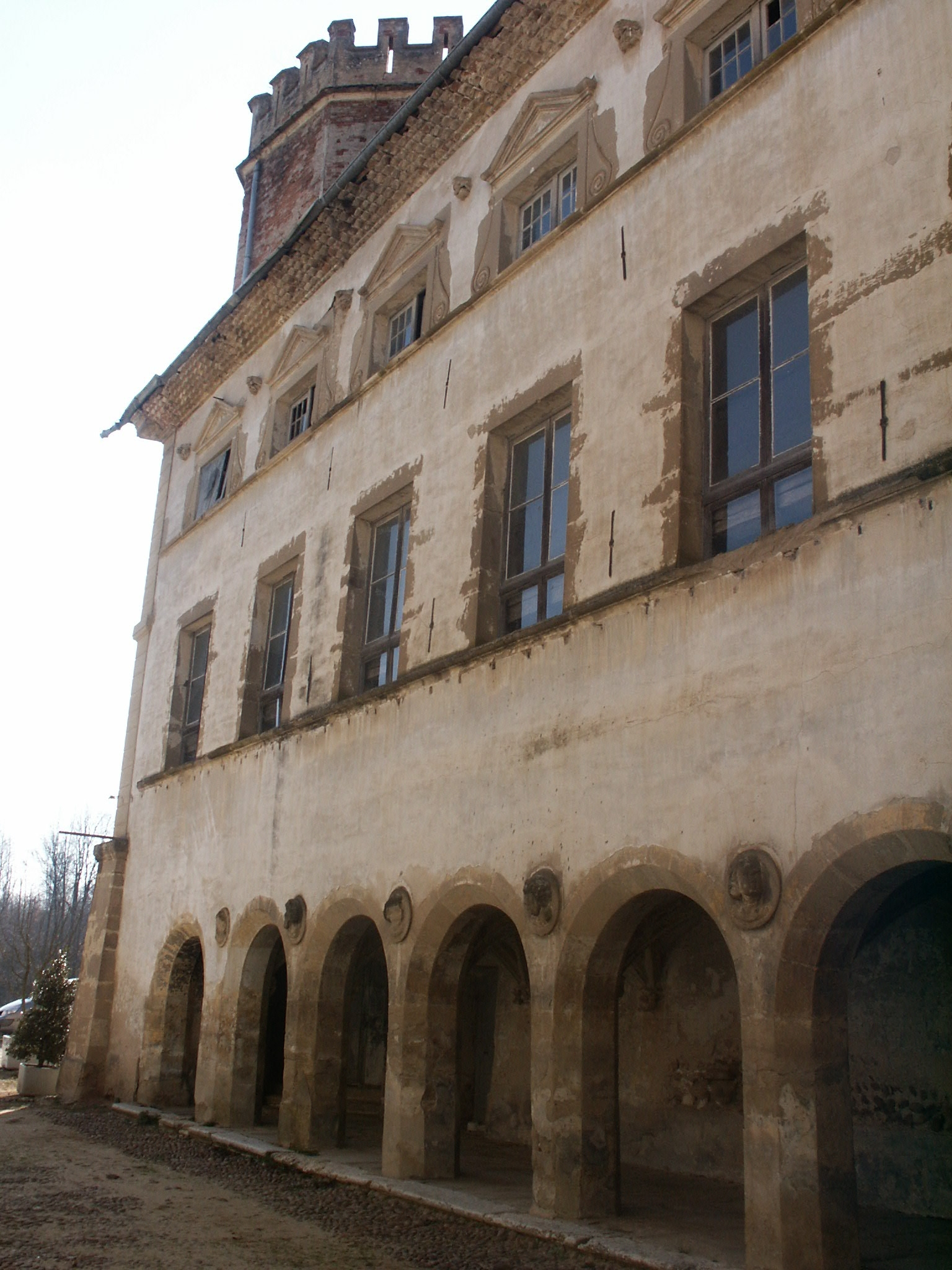
la Galerie Renaissance
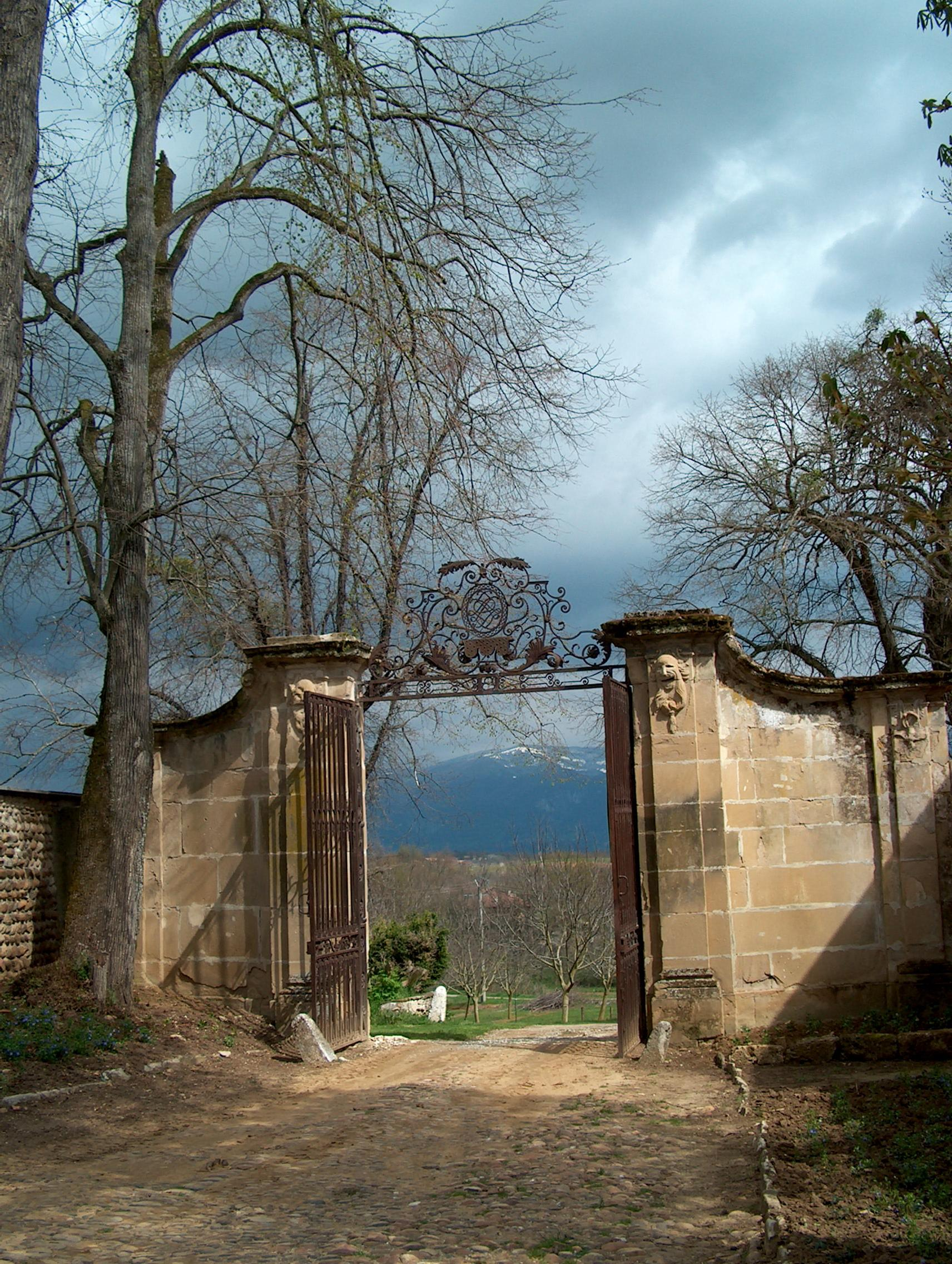
entrée principale à l'est du domaine
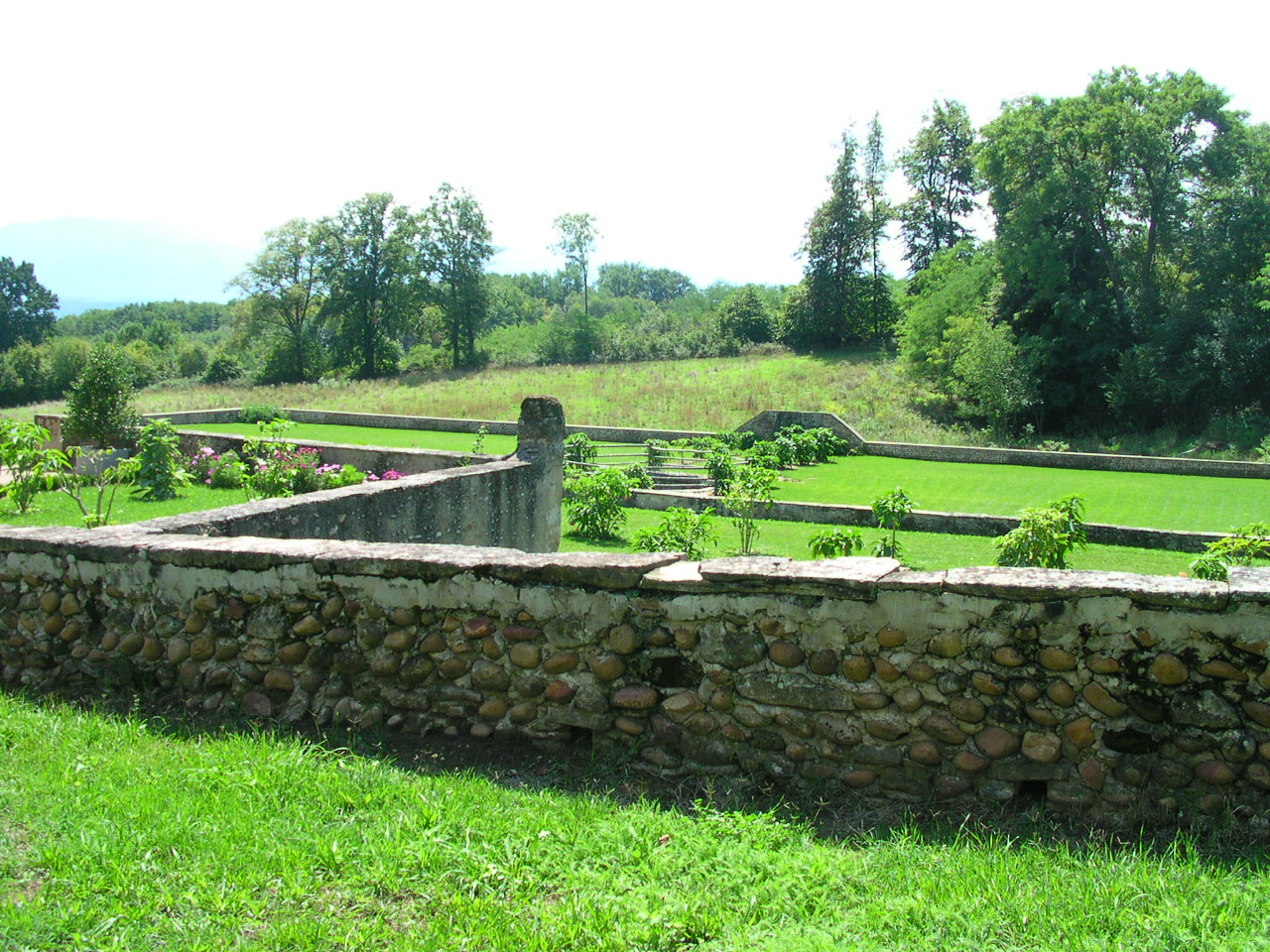
jardin